# Callie Khouri
Carolyn Ann „Callie” Khouri (San Antonio, 1957. november 27. –) Oscar- és Golden Globe-díjas amerikai forgatókönyvíró, filmrendező és producer.
A Thelma és Louise című 1991-es filmmel legjobb forgatókönyv kategóriában nyert Oscar- és Golden Globe-díjakat. Filmrendezései közé tartozik a Vagány nők klubja (2002) és a Van az a pénz, ami megbolondít (2008).
2012-ben a hat évadot megélt Nashville című televíziós sorozat megalkotója volt.

## Filmográfia

### Film
| Év   | Magyar cím                     | Eredeti cím                            | Feladatkör | Feladatkör | Feladatkör |
| Év   | Magyar cím                     | Eredeti cím                            | Rendező    | Író        |            |
| ---- | ------------------------------ | -------------------------------------- | ---------- | ---------- | ---------- |
| 1991 | Thelma és Louise               | Thelma & Louise                        | Nem        | Igen       |            |
| 1995 | Szóbeszéd                      | Something to Talk About                | Nem        | Igen       |            |
| 2002 | Vagány nők klubja              | Divine Secrets of the Ya-Ya Sisterhood | Igen       | Igen       |            |
| 2008 | Van az a pénz, ami megbolondít | Mad Money                              | Igen       | Nem        |            |
| 2021 | Respect                        | Respect                                | Nem        | Sztori     |            |

### Televízió
| Év        | Cím             | Feladatkör | Feladatkör | Feladatkör      | Megjegyzések        |
| Év        | Cím             | Rendező    | Író        | Vezető producer | Megjegyzések        |
| --------- | --------------- | ---------- | ---------- | --------------- | ------------------- |
| 2006      | Hollis & Rae    | Igen       | Igen       | Igen            | tévéfilm            |
| 2012–2018 | Nashville       | 17 epizód  | 8 epizód   | Igen            | sorozat megalkotója |
| 2019      | Patsy & Loretta | Igen       | Nem        | Igen            | tévéfilm            |

## Fontosabb díjak és jelölések
| Év   | Díj                             | Kategória                    | Jelölt           | Eredmény | Ref.  |
| ---- | ------------------------------- | ---------------------------- | ---------------- | -------- | ----- |
| 1992 | Oscar-díj                       | legjobb eredeti forgatókönyv | Thelma és Louise | Elnyerte | [ 6 ] |
| 1992 | BAFTA-díj                       | legjobb eredeti forgatókönyv | Thelma és Louise | Jelölve  | [ 7 ] |
| 1992 | Golden Globe-díj                | legjobb forgatókönyv         | Thelma és Louise | Elnyerte | [ 8 ] |
| 1992 | Writers Guild of America Awards | legjobb eredeti forgatókönyv | Thelma és Louise | Elnyerte | [ 9 ] |

## Fordítás
- Ez a szócikk részben vagy egészben  a   Callie Khouri című angol Wikipédia-szócikk ezen változatának fordításán alapul.  Az eredeti cikk szerkesztőit annak laptörténete sorolja fel. Ez a jelzés csupán a megfogalmazás eredetét és a szerzői jogokat jelzi, nem szolgál a cikkben szereplő információk forrásmegjelöléseként.